# Dim (lingerie)
Pour les articles homonymes, voir Dim.
Dim est une entreprise française du secteur de l'industrie textile basée à Rueil-Malmaison. 
Fondée en 1953, c'est un acteur majeur en France dans le domaine de la lingerie et des sous-vêtements, elle commercialise notamment de la lingerie féminine, des sous-vêtements masculins, des produits chaussants (collants, bas, mi-bas, chaussettes), des maillots de bain et des vêtements de nuit pour enfant.
Après avoir été une filiale du fonds d'investissement américain Sun Capital Partners entre 2005 et 2014, elle est depuis cette date une filiale de l'entreprise américaine HanesBrands.
En novembre 2021, HanesBrands annonce qu'il va céder Dim au fonds d'investissement américain Regent.

## Histoire

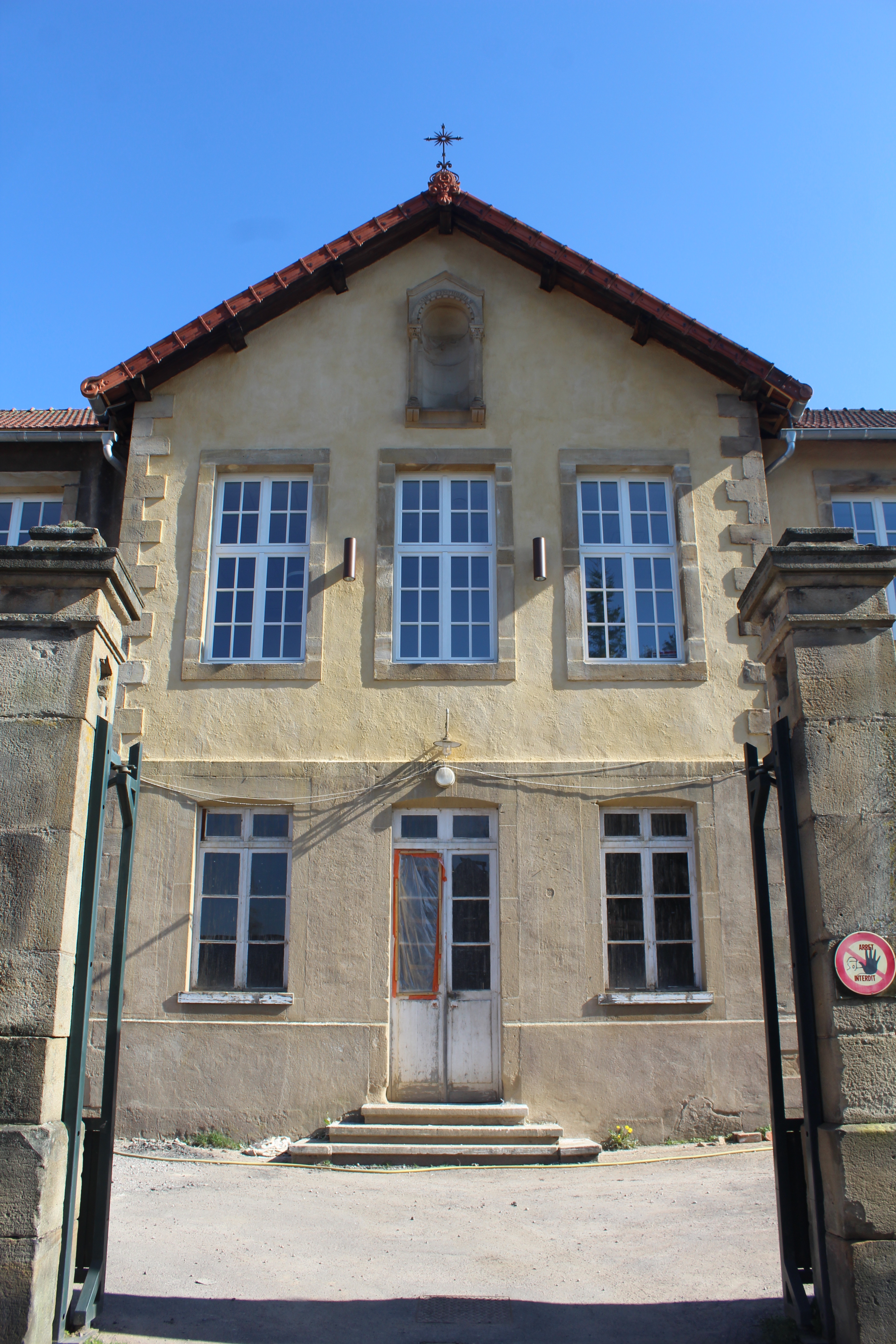
Bâtiment où furent installés les premiers métiers à tricoter les bas sans couture à Autun.

L'entreprise est née en 1953. Bernard Giberstein, ingénieur agronome part aux États-Unis où sont fabriqués les bas avec couture en nylon afin de négocier l'importation de ses premiers métiers à tisser. Il crée ses premiers ateliers de confection à Troyes, dénommant son entreprise Bégy, puis en 1956, à Autun, dans une grande pièce mise à disposition par l'évêque, Mgr Lebrun, puis au sein de l'école Sainte-Marie. Une rue y est d'ailleurs nommée d'après lui.
Visionnaire, Bernard Giberstein délaisse la soie luxueuse au profit du nylon, plus résistant, qui gaine les jambes et leur donne une coloration bronzée. Après avoir importé des métiers à tisser circulaires sont lancés en 1956, après un dépôt de brevet, les bas sans couture alors que ces derniers ne représentaient que 3 % du marché. 
« Le bas Dimanche » créé en 1958 à une époque où les françaises s’endimanchaient, va connaître un fulgurant succès, si bien qu'en 1962, la marque représente 25 % du marché français, avec des idées innovantes comme le bas à l'unité en 1964, trois bas pour une paire, pour avoir un exemplaire de secours, ou, à partir de 1968, dix bas Tels Quels, ni apprêtés ni repassés, vendus en boule dans un cube pour dix francs.
Lorsque Mary Quant, suivie de Courrèges, lance la minijupe, les jarretelles ne sont plus adaptées et les collants connaissent un succès spectaculaire. La corsetterie Cadolle voit également la mort du corset.
En 1963, l’agence Publicis prend en charge le budget de Dim. 
En 1964, sur les conseils de Marcel Bleustein-Blanchet, le président-fondateur de Publicis, la marque raccourcit son nom en « Dim ».
Grâce à des campagnes publicitaires innovantes, fraîches et sexy, les collants Dim conquièrent les femmes. 
En 1970 Dim est le deuxième fabricant mondial de collants avec 65 % de son chiffre d'affaires réalisé hors d'Europe. La commercialisation est innovante : les collants Tels Quels sont vendus en vrac en boîte en carton et la marque est la première à être vendue en grande distribution.
En 1973, le groupe français Bic se diversifie dans l'habillement en rachetant la marque. Mais le marché du collant décline. Dim se retrouve en surproduction d'où une crise de financement et le besoin de trouver de nouveaux investisseurs.
Bernard Giberstein s’est suicidé en 1976.
Cette même période est synonyme de diversification. Dim propose sa première collection de lingerie féminine, des soutiens-gorge, ainsi que des slips pour hommes en coton. La marque de lingerie Rosy devient filiale du groupe Bic. Puis Dim lance les chaussettes Dimettes.
Au début des années 1980, Dim renforce sa présence sur le marché nord-américain en rachetant la marque de collants Chesterfield. En 1986, après la mode du pantalon, la marque invente Dim Up !, des bas sans jarretière qui tiennent tout seul, pour la femme désireuse de retrouver le côté sexy des bas. Contenant du Lycra, ils font briller les jambes des femmes. Deux ans plus tard, Dim lance les collants Diam's avec élasthanne. 
En 1987, Dim crée une ligne de sous-vêtements pour hommes, Dim Hommes, et réinvente le slip homme traditionnel avec le célèbre Australien.
En 1988, la multinationale américaine d'agro-alimentaire, Sara Lee Corporation, se diversifie dans le textile et la lingerie en rachetant la marque. Dim continue à enrichir sa gamme en lançant les collants ventre plat en 1993 et les collants Cosmétic beauté. 
En 1998, Dim revend Rosy et rachète la marque de lingerie de luxe Chantal Thomass qu'elle revendra en 2011 au Groupe Chantelle.

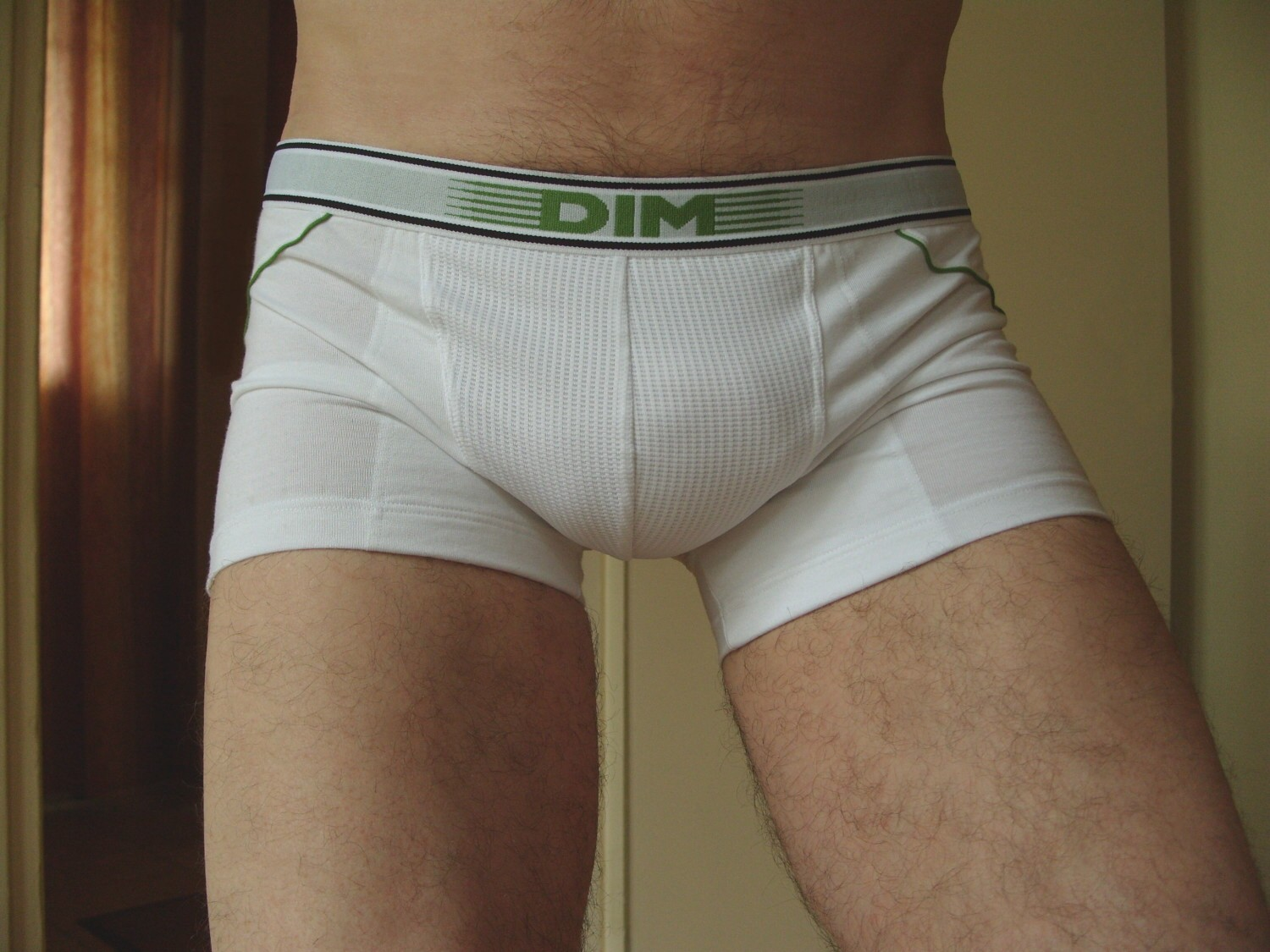
Boxer.

En 2005, Dim devient une filiale du fonds d'investissement américain Sun Capital Partners (via Dim Branded Apparel ou DBApparel), rejoignant ainsi les marques Wonderbra et Playtex. Quelques années plus tard, une réorganisation du groupe Dim est effectuée,. En 2007, la chanteuse Olivia Ruiz modernise l'image de la marque en signant la collection Beautiful people : Glam'rock.
En juin 2014, le groupe de textile américain HanesBrands (en) rachète DB Apparel pour 400 millions d'euros.

## Chronologie annexe
- 1988 : Dim confie à Jean-Paul Goude la campagne pour les collants Diam's ;
- 1991 : Dim lance la ligne de vêtements de sports Freedim ;
- 1993 : Dim lance les collants Diam's ventre plat ;
- 1995 : Dim lance une ligne sport de lingerie féminine ;
- 1999 : Dim lance les collants Cosmétic beauté ;
- 2000 : lancement du soutien-gorge Beautiful People dessiné par Isabel Marant et Vannina Vesperini ;
- 2008 : diversification avec le lancement de gammes maillots de bain, lingerie de nuit pour les enfants (avec le groupe Zannier), et les chaussures d'intérieur « Dimin »[20] (avec le groupe Royer)
- 2009 : la licence Dim pour les chaussettes est reprise par Kindy[21] ;
- 2009 : lancement de la gamme de maillots de bain homme.

## Production
La quasi-totalité des collants et bas Dim est fabriquée à Autun, en Saône-et-Loire. Il s'agit de la seule usine Dim restant en France. Elle comptait en 2012 un millier d'employés. Ils sont 850 en 2015 et un plan social prévoit le licenciement de 80 à 165 employés en 2016,.
L'entreprise dispose de plusieurs sites de production en Roumanie.

## Communication
Depuis 1963, Dim travaille avec l’agence Publicis, et en collaboration avec des photographes et des cinéastes : Just Jaeckin (premier en France à photographier le produit sur fond blanc, code couleur importé du magazine américain McCall's (en) ; premier spot télévisé réalisé en 1968 sur la musique de l'émission de Dim Dam Dom), Yvon-Marie Coulais (il rend fameux le thème musical publicitaire « Pa-pa pa-pa pa-paaa » de Lalo Schifrin ), William Klein dans les années 1970, Tony Scott et Ridley Scott, Luc Besson, Claude Miller, Jean-Paul Goude, Chico Bialas, Hugh Hudson, Jean-Paul Rappeneau, Jean-Baptiste Mondino,…

### Slogans et accroches publicitaires
- 1958 : « Le Bas Dimanche vendu à l'unité »
- 1969 : « Le collant c'est Dim »
- 1969 : « Dim, c'est aussi la mode en collant »
- 1971 : « Non Stop de Dim, les collants sans démarcations donnent à vos jambes une nouvelle dimension »
- 1972 : « Vos pieds rêvent de Dim pour lui »
- 1973 : « Les nouveaux collants Dim vont rendre aux femmes leur corps de femmes »
- 1974 : « En Dim vous êtes libre, vous êtes belle »
- 1977 : « Les mères des filles Dim mettent des Dim aussi »
- 1982 : « Des chaussettes au-dessus de tout soupçon »
- 1985 : « Tant qu'il y aura des Dim »
- 1987 : « Prends tes Dim à ton cou ! »
- 1994 : « Le plus beau Dim c'est vous »
- 2010 : « Les hommes aussi ont leurs Dim ! »

#### Ouvrages
- Claire Mabrut, Dim : 50 ans de mode et de liberté, préface de Maurice Lévy, Éditions Ramsay, 2008  (ISBN 978-2841149773).
- Béatrice Obergfell, Patricia Bernheim, L'Année Lingerie 2006, Airelles, 2005  (ISBN 2-88468-056-X).

#### Article
- Romain Castellesi, « Les « Dimettes » de Saône-et-Loire, entre insubordination et désindustrialisation (1954 au très contemporain) », Annales de Bourgogne, vol. 95, nos 3-4,‎ 2023, p. 185–202 (ISSN 0003-3901, DOI 10.3917/anbo.233.0185, lire en ligne).
- Marie Maudieu, « 20 ans, Dim Up découvre encore les belles gambettes », sur Stratégies, no 1426, 21 septembre 2006.